# Băbiciu
Băbiciu – wieś w Rumunii, w okręgu Aluta, w gminie Băbiciu. W 2011 roku liczyła 2084 mieszkańców.